# Косовце
Косовце (алб. Kosavë) је насељено место у општини Призрен, на Косову и Метохији. Према попису становништва из 2011. у насељу је живело 905 становника.

## Становништво
Према попису из 2011. године, Косовце има следећи етнички састав становништва:
| Националност | 2011.        |
| Албанци      | 904 (99,88%) |
| непознато    | 1 (0,12%)    |
| Укупно       | 905          |

| Демографија | Демографија | Демографија |
| Година      | Становника  | Становника  |
| ----------- | ----------- | ----------- |
| 1948.       | 488         |             |
| 1953.       | 486         |             |
| 1961.       | 525         |             |
| 1971.       | 720         |             |
| 1981.       | 912         |             |
| 1991.       | 1.033       |             |
| 2011.       | 905         |             |